# Gustav Broßmann
Karl Friedrich Gustav Broßmann (* 12. April 1830 in Gotha; † 8. August 1897 in Dresden) war ein deutscher Bildhauer.

## Leben

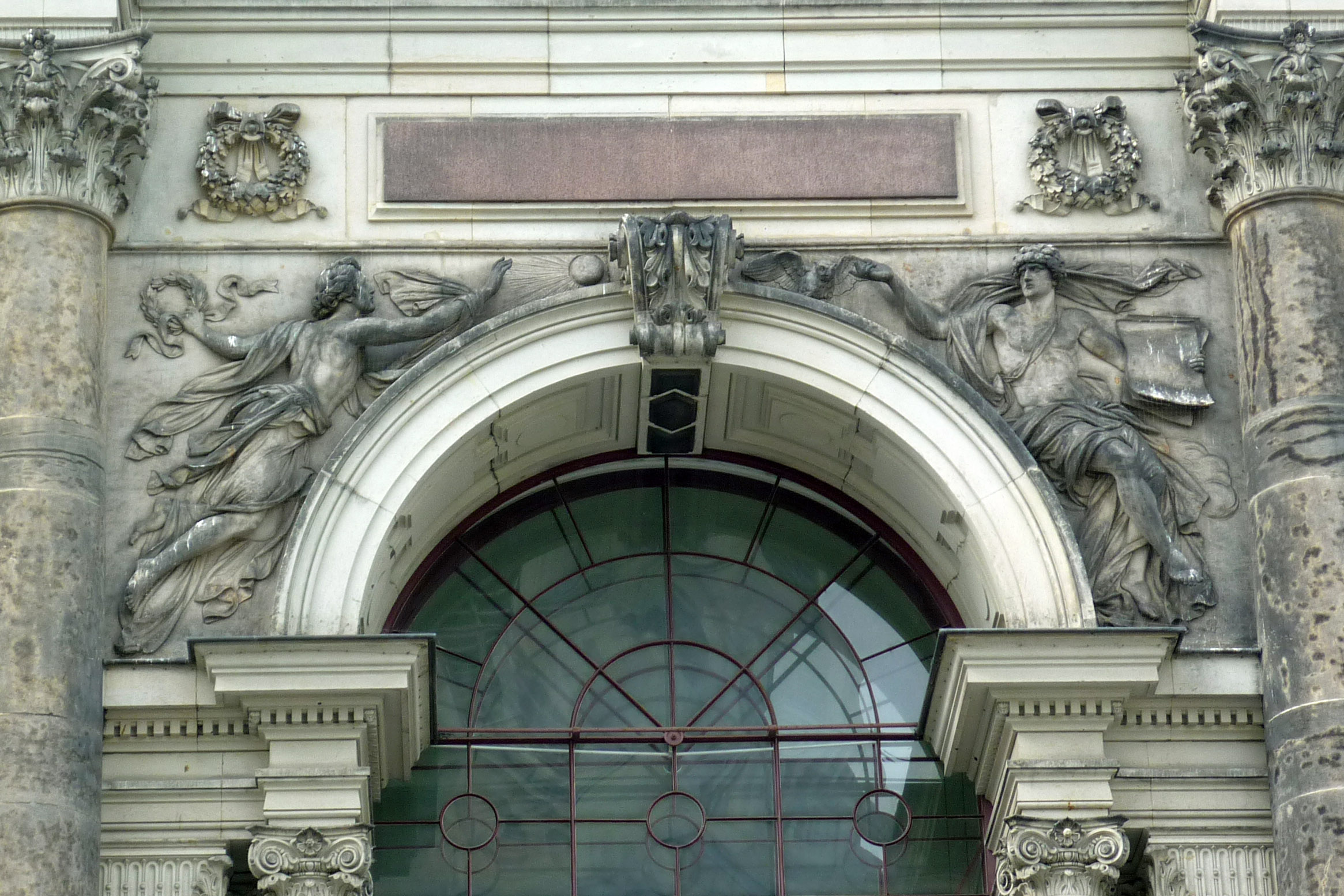
Ehrgeiz und Zweifel an der Südfassade der Kunstakademie Dresden

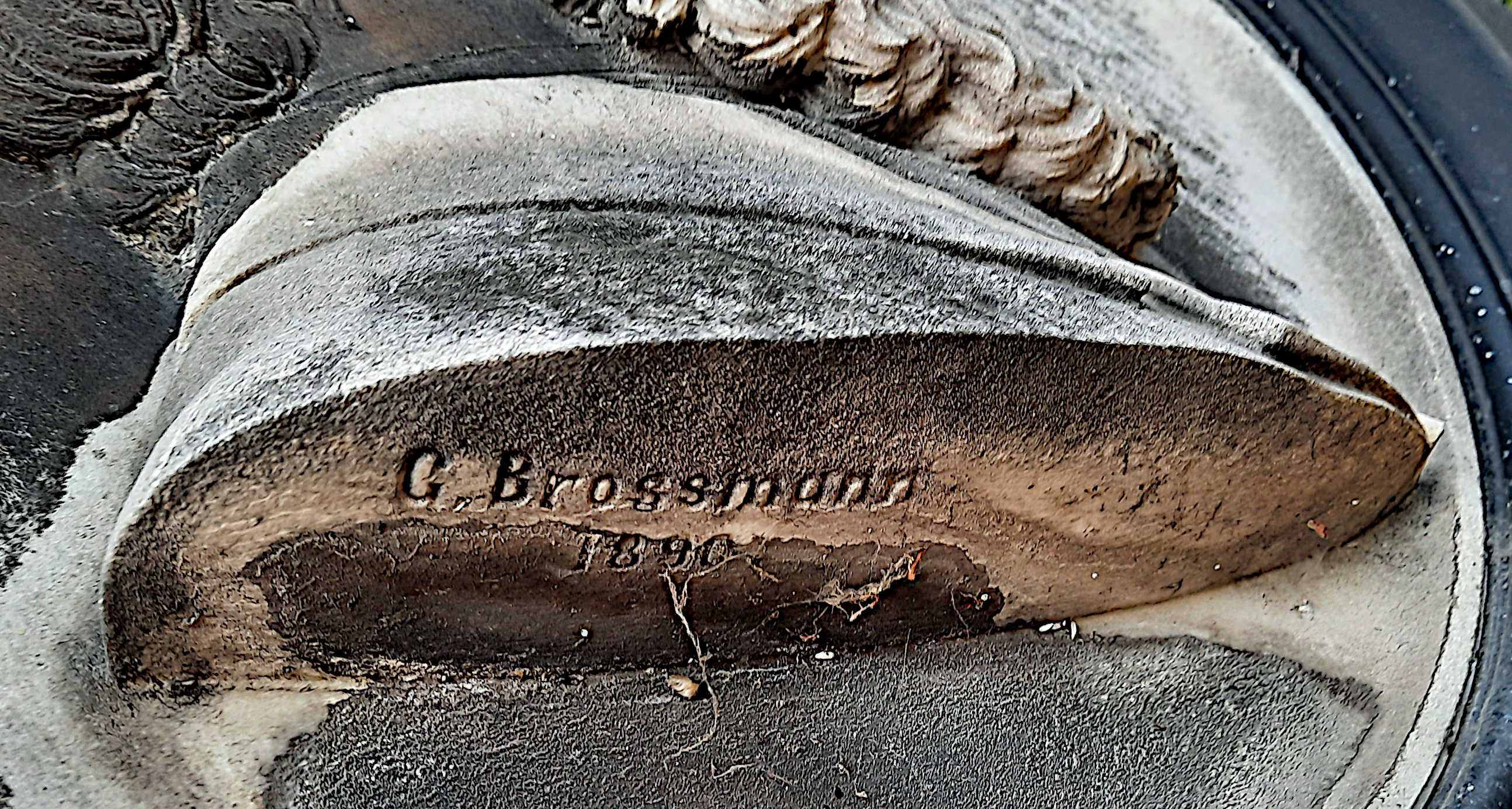
Signatur von Gustav Broßmann auf der Grabporträtplatte des Malers Robert Kummer

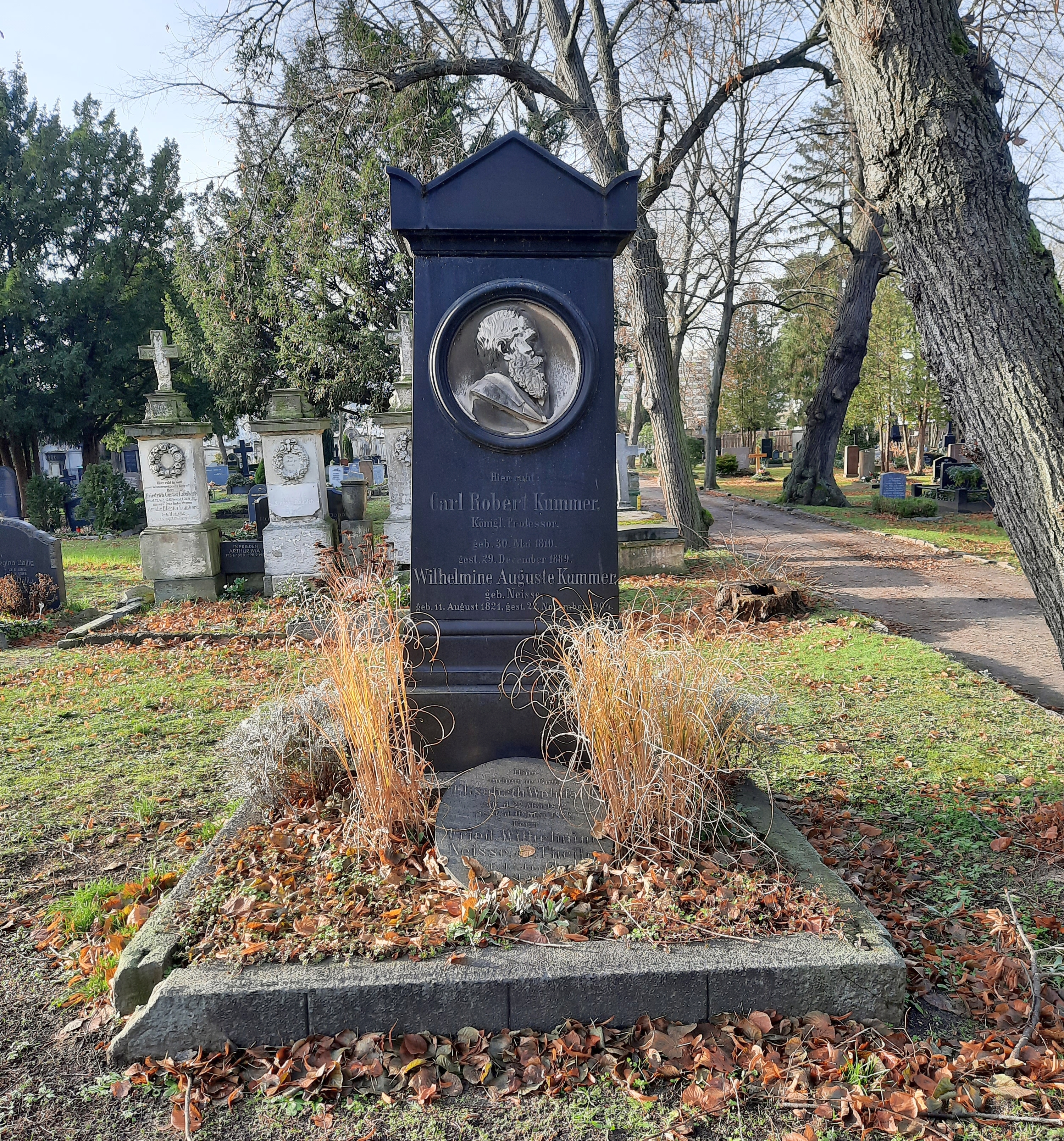
Grabmal des Malers Robert Kummer

Broßmann war der Sohn von Carl Broßmann, herzoglich-sächsischer Bauhofsverwalter dessen Frau, einer Tochter des herzoglichen Hofmalers zu Sachsen-Coburg-Gotha und Geheimen Hofrats und Professors Johann Christoph Kühner. Dieser sorgte für die Lehre beim Bildhauer Leopold Friedrich Döll. Auf Empfehlung seines Großvaters bewarb er sich bei der Kunstakademie in Dresden und wurde im Jahr 1851 Schüler bei Ernst Rietschel. Bereits zwei Jahre später arbeitete er im Meisteratelier von Ernst Julius Hähnel. Dort schuf er das Relief Simson und Delila, für das er eine Auszeichnung erhielt. Auf Kosten vom Prinzgemahl von England Albert konnte er seine Studienreisen in den Jahren 1860 bis 1861 in Italien unternehmen. Zurückgekehrt nach Dresden gründete er dort im Jahr 1862 ein eigenes Atelier in der am Freiberger Platz 8, Schäferstraße 11 und später Schweizer Straße 10b. Neben seinen lebensgroßen Skulpturen schuf er künstlerische Grabmäler, des Weiteren eine große Anzahl Kleinplastiken und Statuetten. Er starb am 8. August 1897 in Dresden und wurde auf dem Äußeren Friedrichstädter Friedhof begraben.

## Werke, Auswahl

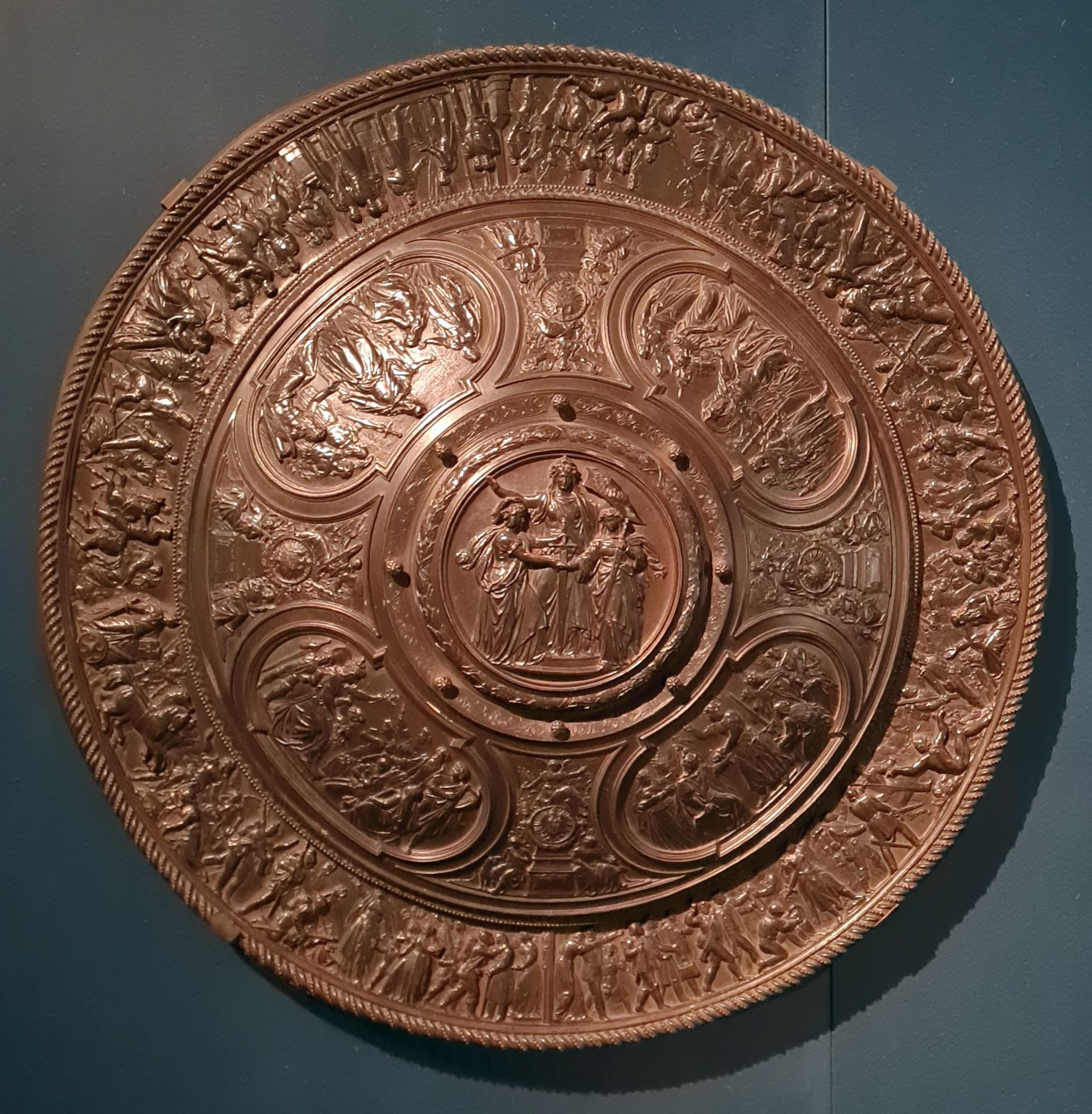
Rundschild auf die Reichsgründung (1873)

- 1852: Figur Der gefesselte Promethos in Hähnels Atelier
- 1853: Arbeiten für die Dresdner Kunstakademie,
- 1859: Sandsteinfigur Heilige Elisabeth für den König Otto von Griechenland.
- 1862: Nymphenbrunnen Moltkeplatz Dresden, aufgestellt 1866.
- 1863: Sandsteinfigur Bohemia für den Böhmisch-Sächsischen Bahnhof.
- 1865: Brunnengruppe einer Nymphe mit einem Triton auf dem Räcknitzplatz in Dresden
- 1865: Kentaur und Nymphe für die Stadt Dresden.
- 1865: Biblische Figuren und Reliefs für die Kirche in Hartha
- 1865: Quadriga Apollo auf dem Siegeswagen, Dekorationsfigur für das Sängerfest in Dresden.
- 1868: Winckelmann-Gedenktafel, Japanisches Palais Dresden, Vorbild für das Porträt war das Profilbildnis von Casanova von 1766.
- 1868: Marmorrelief Psyche, den Amor bekränzend Großer Garten Dresden.
- 1869: Marmorrelief Der verwundete Amor, der Venus sein Leid klagend Großer Garten Dresden.
- 1871: allegorischen Kolossalstatuen der Architektur und Geschichte für das neue Museum in Gotha
- 1873: Galvanoplastisches Germnaiaschild für die Hermannstiftung
- 1874: Sandsteinfigur Segnenden Christus auf dem Trinitatisfriedhof Dresden
- 1876: Sandsteinfiguren Macbeth und die Hexe für das neue Hoftheater in Dresden
- 1878: mehrere Sandsteinstatuen für die Johanneskirche in Dresden.
- 1890: Grabporträtplatte des Malers Carl Robert Kummer auf dem Trinitatisfriedhof in Dresden